# Automeris illustris
Automeris illustris, conhecida no Brasil e outros países como "Olho de Pavão Alaranjado", é uma espécie de mariposa do gênero Automeris, da família Saturniidae.
Assim como as demais espécies do gênero, sua larva possui cerdas urticantes sendo frequente o relato de acidentes, e possui interesse econômico por afetar plantações de variadas espécies de vegetais, especialmente o eucalipto, no Brasil sendo relatada como uma das mais coletadas pragas secundárias nos estados de São Paulo, Minas Gerais e Espírito Santo.

## Sinônimos
Tem por sinônimos Io pylades (Boisduval, 1875), Io coffeae (Boisduval, 1875), Io phales (Boisduval, 1875) e finalmente Automeris pelotas (Strand, 1920).

## Distribuição
A A. illustris ocorre em vários países das Américas, sendo registrada na Argentina, Brasil, Uruguai, México, Bolívia e Honduras, embora haja a possibilidade de que nestes três últimos casos tenham sido confundidas com outras espécies semelhantes (como ocorreu com a A. liberia, que fora erroneamente identificada como sendo a A. illustris na Venezuela). Foi ainda coletada no Paraguai.
No Brasil há registros de sua ocorrência nos estados da Região Sudeste, na Bahia e Goiás e registros em plantações de eucalipto na cidade maranhense de Açailândia, e ainda em Alagoas e Ceará, ao norte.

## Desenvolvimento

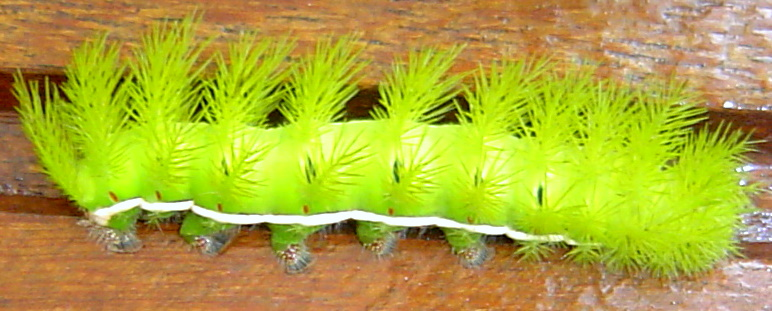
Larva da A. illustris.

Seus ovos, mais de quinhentos em cada postura, têm cor predominantemente branca (ficando pretos próximo da eclosão) e formato quase cilíndrico, um pouco achatados; são postos em grupos, lado a lado, e têm duração de cerca de dez dias nesta fase.
Assim que eclodem, alimentam-se as pequenas lagartas do córion, ficando então as lagartas agrupadas numa folha por cerca de um dia no qual não se alimentam; seu desenvolvimento dá-se em seis ínstares, sendo que as fêmeas ficam maiores, sobretudo a partir do quarto ínstar; a duração da fase larval é de cerca de vinte dias e podendo chegar a 7 cm de comprimento, quando então tornam-se pupas. Embora não haja registros de canibalismo, como as demais Hemileucinae se alimentam das exúvias. Quando incomodadas as lagartas eriçam seus escolos, e emitem um som de estalo; soltam-se da planta e se contorcem no chão; quando uma das larvas assume a posição de defesa, as demais também assumem essa postura, uma vez que durante o dia se reúnem em grupo ou em duplas na face inferior das folhas quando ainda são pequenas, provavelmente como forma de camuflagem.
Embora seja uma mariposa polifitófaga, na sua fase larval não mudam de hospedeiro; foi registrado que um exemplar coletado em folha de bananeira recusara várias outras plantas, só voltando a se alimentar quando colocada a mesma planta onde estava.
Na fase pré-pupa as larvas diminuem de tamanho, ficando mais escuras; a pupação dura cerca de vinte dias, feitas por meio de fios de seda de cor âmbar; no começo a pupa tem cor verde clara até endurecer e se tornar avermelhada após cerca de quatro horas, quando então assume a cor castanho-escura; dada a possível ocorrência de diapausa, esta fase pode durar de um a seis meses.
Assim como na fase larval, o dimorfismo se verifica na fase adulta, sendo a fêmea com tamanho entre 91 a 122 mm, enquanto os machos têm o tamanho entre 89 a 101 mm.
Seu ciclo de vida foi em torno de 121 dias, havendo a possibilidade de até três gerações por ano.